# Humorlabbet
Humorlabbet var ett program som sändes 2001 i SVT där en rad olika komiker och teatergrupper fick göra sketcher. En av de mest uppmärksammade var "Kjell ger igen" med Kjell Eriksson och "tomathoran" med Tova Magnusson-Norling.
Ett program med samma namn sändes 2006 i SVT där åtta olika pilotavsnitt ifrån lovande komiker tävlade om att få resultera i en humorserie. Grotesco Royal med bl.a. Henrik Dorsin vann, via en omröstning, publikens förtroende att spela in en serie nya avsnitt.